# 鄧穎欣
鄧穎欣（英語：TANG Wing-yan Natasha Terri，1992年8月23日—），香港游泳運動員。2008年度香港傑出運動員選舉「香港最具潛質運動員」獎得主之一。

## 簡歷
鄧穎欣生於英國，一歲時回到香港居住。年幼時體弱多病，幾乎每星期都要看醫生。為了強身健體，母親在她5歲時將她送到大埔游泳會跟隨教練鍾元練習游泳。8歲時，她已經開始參加2000年「廣州鑫都盃兒童游泳系列賽」，獲得女子八歲組全場總冠軍。最擅長遠距離項目，14歲已參加渡海泳，曾是三屆吐露港泳賽冠軍，更有「渡海泳公主」之稱。
2009年，鄧在峇里島舉辦的亞洲沙灘運動會女子馬拉松游泳五公里賽事中險勝兩位中國大陸選手；後又在「亞洲公開水域游泳錦標賽」的5公里及10公里項目奪冠
2010年，鄧代表香港參加2010年亞洲運動會，出戰400米自由泳、800米自由泳兩項比賽。
2011年10月16日，鄧穎欣奪得停辦33年後首度復辦的維港渡海泳女子組冠軍。

## 參賽紀錄
- 2009年 香港東亞運動會
- 2010年 廣州亞洲運動會

## 游泳紀錄
鄧穎欣現時保持著1項香港的游泳紀錄和1項分齡賽紀錄（15-17歲）：
|                       |      | 項目          | 時間     | 比賽日期      |
| --------------------- | ---- | ------------- | -------- | ------------- |
| 1                     | 長池 | 1,500米自由泳 | 16:53.36 | 2009年12月8日 |
| 分齡賽紀錄（15-17歲） |      |               |          |               |
| 1                     | 長池 | 1,500米自由泳 | 16:53.36 | 2009年12月8日 |

## 榮譽
- 香港傑出運動員選舉

「香港最具潛質運動員」（2008年）

## 外部連結
- 運動員資料
- 2010年广州亚运会官方网站 游泳 - 邓颖欣 - 简历[]
- 傑仔之游泳池 - 鄧穎欣 （页面存档备份，存于）